# Philippe Gurdjian

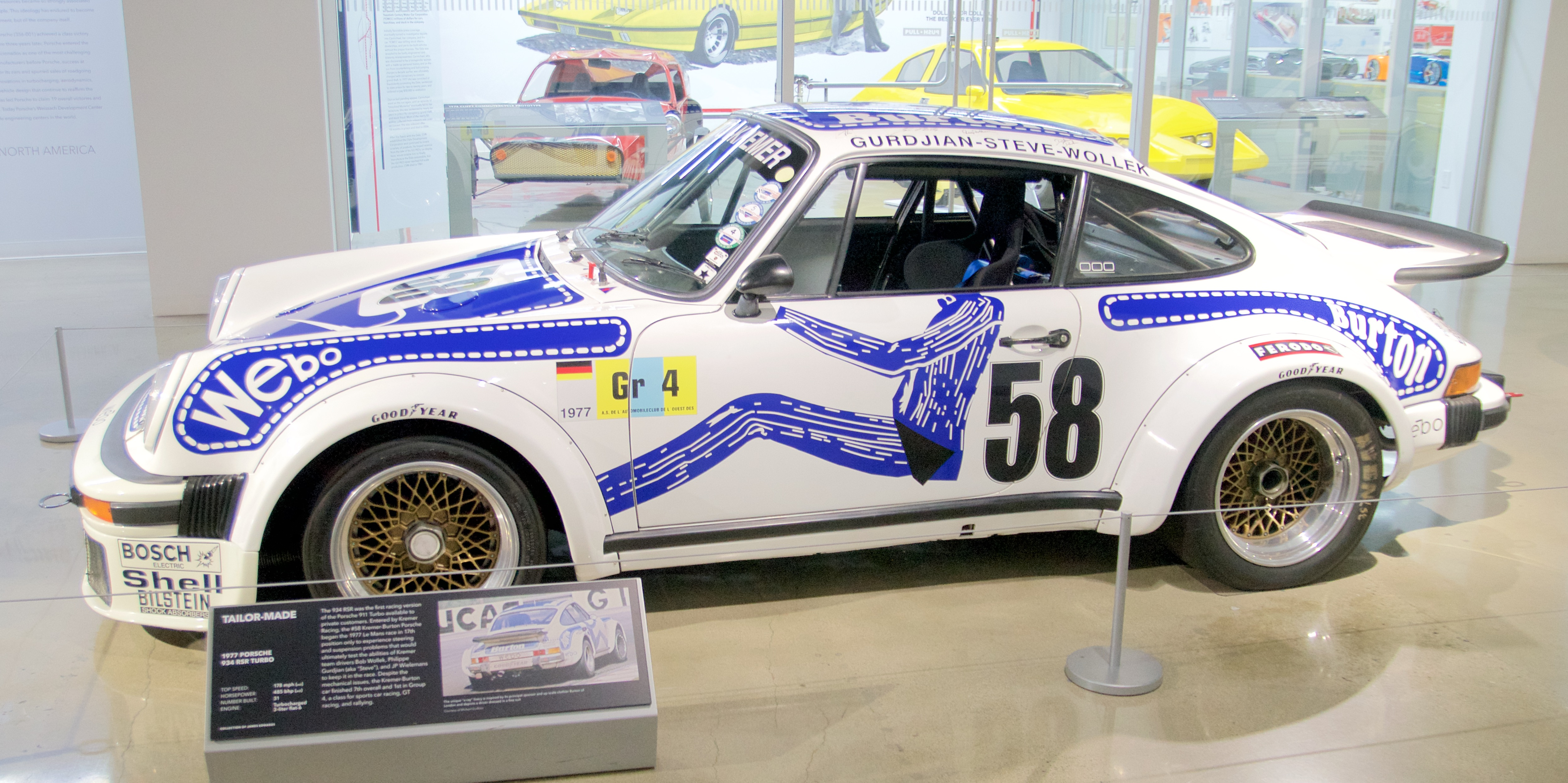
Der von Philippe Gurdjian beim 24-Stunden-Rennen von Le Mans 1977 gefahrenen Porsche 934

Philippe Michel Gurdjian (* 18. Januar 1945 in Boulogne-Billancourt; † 30. August 2014 in Paris) war ein französischer Automobilrennfahrer und Motorsportfunktionär.

## Karriere als Rennfahrer
Philippe Gurdjian bestritt in den 1970er- und 1980er-Jahren Sportwagenrennen als Amateurrennfahrer. Gurdjian arbeitete in der Werbe- und Medienwelt und kam durch seine Tätigkeit zu Wohlstand. Die Rennfahrerei, obwohl talentiert, betrieb er nur als Zeitvertreib. 
1975 war er erstmals beim 24-Stunden-Rennen von Le Mans am Start. Als Partner von Marcel Mignot und dem US-Amerikaner Harry Jones pilotierte er einen Ferrari 365 GTB/4 an die 13. Stelle der Gesamtwertung. Seine beste Platzierung in Le Mans erreichte er ein Jahr später. Bei Kremer Racing war er neben Bob Wollek und dem Belgier Jean-Pierre Wielemans, der seine Rennen unter dem Pseudonym Steve bestritt, der dritte Fahrer des  Porsche 934 mit der Startnummer 58. Das Trio beendete das Rennen an der siebten Stelle der Gesamtwertung und gewann die Rennklasse der GT-Wagen.
1978 erreichte er den achten Rang beim 24-Stunden-Rennen von Spa-Francorchamps  und fuhr 1981 zum letzten Mal in Le Mans. Gemeinsam mit Alain Cudini und John Morton pilotierte er einen Ferrari 512BB/LM des North American Racing Team. Die Fahrt endete nach 247 gefahrenen Runden durch einen Unfall von Cudini vorzeitig.

## Motorsportfunktionär
Nach dem Ende seiner Rennkarriere 1981 und neben seinem Brotberuf in der Werbewelt wurde Gurdjian Motorsportfunktionär. Er übernahm die Organisation von Motorsportveranstaltungen. Formel-1-Promoter Bernie Ecclestone übergab ihm die Geschäftsführung der Rennstrecke von Paul Ricard. Ab 1985 war er Streckenchef des Großen Preis von Frankreich und agierte als Veranstalter der französischen Grand Prix von 1991 bis 1998.
Gurdjian galt viele Jahre lang als Organisations- und Sicherheitsexperte beim Aufbau neuer Rennstrecken und wurde von vielen neuen Streckenbetreibern als Berater hinzugezogen.
Er starb im August 2014.

## Statistik

### Le-Mans-Ergebnisse
| Jahr | Team                       | Fahrzeug                | Teamkollege           | Teamkollege           | Platzierung            | Ausfallgrund |
| ---- | -------------------------- | ----------------------- | --------------------- | --------------------- | ---------------------- | ------------ |
| 1975 | Marcel Mignot              | Ferrari 365 GTB/4       | Marcel Mignot         | Harry Jones           | Rang 13                |              |
| 1976 | Philippe Dagoreau          | Porsche 911 Carrera RSR | Christian Bussi       | Christian Gouttepifre | Ausfall                | Motorschaden |
| 1977 | Porsche Kremer Racing      | Porsche 934             | Jean-Pierre Wielemans | Bob Wollek            | Rang 7 und Klassensieg |              |
| 1978 | Porsche Kremer Racing      | Porsche 935/77A         | Louis Krages          | Dieter Schornstein    | nicht klassiert        |              |
| 1979 | Porsche Kremer Racing      | Porsche 935K3           | Louis Krages          | Axel Plankenhorn      | Rang 13                |              |
| 1981 | North American Racing Team | Ferrari 512BB LM        | Alain Cudini          | John Morton           | Ausfall                | Unfall       |